# Интеркалация
Интеркалацията в химията и биохимията е обратимо включване на молекула (или молекулна група) между две други молекули (или групи). Интеркалацията се свързва най-често с ДНК и графитни съединения.

## ДНК интеркалация
Интеркалацията се предизвиква от химични реагенти, които се вграждат в нуклеотидната последователност на веригите на ДНК или в между клъстерните участъци на комплементарно свързаните нуклеотиди. При това вграждане се наблюдава нарастване на разстоянието между два последователни нуклеотида в съответната верига или в двойната спирала на ДНК с около 0.34 nm (3.4 Å). Интеркалацията може да бъде верижна интеркалация или междуклъстерна интеркалация.
- При верижната интеркалация вграждането на реагента става в самите вериги на двойноспиралната ДНК с помощта на ковалентни връзки между реагента и обграждащите го нуклеотиди на съответната верига.
- При междуклъстерната интеркалация вграждането на реагента става в междуклъстерното пространство на две съседни комплементарни нуклеотидни двойки на посредством междумолекулни връзки. При него реагентът не е ковалентно свързан с молекулата на ДНК.

При последващата репликация се наблюдава вграждане (инсерция) на произволна нуклеотидна двойка във веригите на ДНК на мястото на верижната интеркалация, или загуба (делеция) на нуклеотидна двойка, намираща се в непосредствено съседство с междуклъстерната интеркалация. При случаите на отпадането на нуклеотидна двойка в ДНК на поколението на организма, междуклъстерната интеркалация отпада съвместно с нея. При това да става вграджане на нуклеотидна двойка на мястото на интеркалацията.
Ефектът от тези процеси е получаването на мутирала ДНК, при която има отместване на рамката на четене на полинуклеотидната последователност. Мутациите от този тип са с летален характер за всички прокариотни и едноклетъчни организми, с хаплоиден геном. При многоклетъчните интеркалациите имат канцерогенен ефект върху вегитативните клетки, потенциално леталнен при половите клетки и тератогенен при ембрионалните клетки.
Реагентите с най-ярко изразено интеркалационно мутагенно действие са: профлавин, акридинови лакове и оцветители. Всички антибиотици от тетрациклиновота група както и повечето антибиотици от макролидната група.